# 緬甸斑嘴鴨
緬甸花嘴鴨（Burmese Spotbill，學名：Anas poecilorhyncha haringtoni），是屬於鴨科的一種禽鳥，是的一個亞種。

## 形態
大型淺水鴨，體長60厘米。雌雄羽色大致相同，主要呈深褐色。嘴黑色而末端黃色。靜止時可見深綠色翼鏡。

## 外部連結
- 维基共享资源上的相關多媒體資源：緬甸斑嘴鴨
- 維基物種上的相關：緬甸斑嘴鴨
- Anas poecilorhyncha haringtoni （页面存档备份，存于） - ITIS Standard Report Page